# Moszkvai séta
A Moszkvai séta (Я шагаю по Москве) Danyelija grúz filmrendező 1964-ben bemutatott, korában igen népszerű filmje. A filmmel egy új hang jelent meg a szovjet filmművészetben. A könnyed, kedves film sikeréhez a sztárszínészek is hozzájárultak. Főszereplője az akkor tizennyolc éves Nyikita Mihalkov volt.
Lírai vígjáték: rendezője így definiálta a film műfaját – a cenzorok kedvéért, ahogy sokkal később nyilatkozta.
A hatvanas évek naivan optimista fiatalságáról szól; egy nap epizódokra bontott története. Egy vidéki fiatalember találkozik egy kedves moszkvai fiúval, akivel bejárják a várost és néhány egyszerű, olykor tragikomikus kalandot élnek át.